# Australische Cricket-Nationalmannschaft in Südafrika in der Saison 2001/02
Die Tour der australischen Cricket-Nationalmannschaft nach Südafrika in der Saison 2001/02 fand vom 17. Februar bis zum 9. April 2002 statt. Die internationale Cricket-Tour war Teil der internationalen Cricket-Saison 2001/02 und umfasste drei Test Matches und sieben ODIs. Australien gewann die Testserie 2-1 und die ODI-Serie 5-1.

## Vorgeschichte
Beide Mannschaften spielten zuvor ein Drei-Nationen-Turnier zusammen mit Neuseeland. Das letzte Aufeinandertreffen der beiden Mannschaften bei einer Tour fand in der gleichen Saison in Australien statt.

## Stadien
Für die Tour wurden folgende Stadien als Austragungsorte vorgesehen und am 5. Juni 2001 bekanntgegeben:
| Stadion                  | Stadt          | Kapazität | Spiele          |
| ------------------------ | -------------- | --------- | --------------- |
| Chevrolet Park           | Bloemfontein   | 20.000    | 4. ODI          |
| Centurion Park           | Centurion      | 22.000    | 2. ODI          |
| Sahara Stadium Kingsmead | Durban         | 25.000    | 3. Test; 5. ODI |
| Wanderers Stadium        | Johannesburg   | 34.000    | 1. Test; 1. ODI |
| Newlands Cricket Ground  | Kapstadt       | 25.000    | 2. Test; 7. ODI |
| Sahara Oval St George’s  | Port Elizabeth | 19.000    | 6. ODI          |
| Senwes Park              | Potchefstroom  | 18.000    | 3. ODI          |

## Kader
Australien benannte seinen Test-Kader am 30. Januar und seinen ODI-Kader am 4. März 2002.
| Test | Test | ODI | ODI |
| Südafrika | Australien | Südafrika | Australien |
| --- | --- | --- | --- |
| - Mark Boucher (K & wk) - Paul Adams - Nicky Boje - Boeta Dippenaar - Allan Donald - Herschelle Gibbs - Andrew Hall - Jacques Kallis - Gary Kirsten - Neil McKenzie - André Nel - Makhaya Ntini - Dewald Pretorius - Ashwell Prince - Graeme Smith - David Terbrugge | - Steve Waugh (K) - Adam Gilchrist (wk) - Jason Gillespie - Matthew Hayden - Justin Langer - Brett Lee - Glenn McGrath - Damien Martyn - Ricky Ponting - Shane Warne - Mark Waugh | - Shaun Pollock (K) - Nicky Boje - Mark Boucher (wk) - Boeta Dippenaar - Herschelle Gibbs - Andrew Hall - Nantie Hayward - Jacques Kallis - Jon Kent - Gary Kirsten - Lance Klusener - Neil McKenzie - Makhaya Ntini - Jonty Rhodes - Graeme Smith - Roger Telemachus | - Ricky Ponting (K) - Michael Bevan - Andy Bichel - Adam Gilchrist (wk) - Jason Gillespie - Ian Harvey - Nathan Hauritz - Matthew Hayden - Brett Lee - Darren Lehmann - Glenn McGrath - Jimmy Maher - Damien Martyn - Shane Warne - Shane Watson |

## Tour Matches
| 17. – 19. Februar Scorecard | Potchefstroom | Australians 366-8d (98.5) & 95-3 (27) | – | Südafrika A 190 (68) |
|                             |               | Remis                                 |   |                      |

| 1. – 3. März Scorecard | Port Elizabeth | Südafrika A 301 (92.3) & 232 (60.3)               | – | Australians 574-9d (116.2) |
|                        |                | Australians gewinnt mit einem Innings und 41 Runs |   |                            |

## Test Matches

### Erster Test in Johannesburg
| 22. – 24. Februar Scorecard | Johannesburg | Australien 652-7d (146)                           | – | Südafrika 159 (48) & 133 (38.3) (f/o) |
|                             |              | Australien gewinnt mit einem Innings und 360 Runs |   |                                       |

### Zweiter Test in Kapstadt
| 8. – 12. März Scorecard | Kapstadt | Südafrika 239 (80) & 473 (162)   | – | Australien 382 (80.5) & 334-6 (79.1) |
|                         |          | Australien gewinnt mit 4 Wickets |   |                                      |

### Dritter Test in Durban
| 15. – 18. März Scorecard | Durban | Australien 315 (74.1) & 186 (49) | – | Südafrika 167 (55.2) & 340-5 (104.5) |
|                          |        | Südafrika gewinnt mit 5 Wickets  |   |                                      |

## One-Day Internationals

### Erstes ODI in Johannesburg
| 22. März Scorecard | Johannesburg | Australien 223-8 (50)          | – | Südafrika 204 (44.4) |
|                    |              | Australien gewinnt mit 19 Runs |   |                      |

### Zweites ODI in Centurion
| 24. März Scorecard | Centurion | Australien 226-8 (50)          | – | Südafrika 181 (46.2) |
|                    |           | Australien gewinnt mit 45 Runs |   |                      |

### Drittes ODI in Potchefstroom
| 27. März Scorecard | Potchefstroom | Südafrika 259-7 (50) | – | Australien 259-9 (50) |
|                    |               | Unentschieden        |   |                       |

### Viertes ODI in Bloemfontein
| 30. März Scorecard | Bloemfontein | Australien 290-6 (50)          | – | Südafrika 253 (48.1) |
|                    |              | Australien gewinnt mit 37 Runs |   |                      |

### Fünftes ODI in Durban
| 3. April Scorecard | Durban | Südafrika 267-6 (50)             | – | Australien 271-2 (47.5) |
|                    |        | Australien gewinnt mit 8 Wickets |   |                         |

### Sechstes ODI in Port Elizabeth
| 6. April Scorecard | Port Elizabeth | Südafrika 326-3 (50)             | – | Australien 330-7 (49.1) |
|                    |                | Australien gewinnt mit 3 Wickets |   |                         |

### Siebtes ODI in Kapstadt
| 9. April Scorecard | Kapstadt | Südafrika 249-7 (39/39)                    | – | Australien 185 (32.3/39) |
|                    |          | Südafrika gewinnt mit 65 Runs (D/L method) |   |                          |

## Statistiken
Die folgenden Cricketstatistiken wurden bei dieser Tour erzielt.
| Tests            | Tests      | Tests   | Tests   | Tests   | Tests   | Tests   | Tests   | Tests   |
| Batting          | Batting    | Batting | Batting | Batting | Batting | Batting | Batting | Batting |
| Spieler          | Mannschaft | Spiele  | Innings | Runs    | Average | HS      | 100s    | 50s     |
| ---------------- | ---------- | ------- | ------- | ------- | ------- | ------- | ------- | ------- |
| Adam Gilchrist   | Australien | 3       | 5       | 473     | 157,66  | 204*    | 2       | 1       |
| Matthew Hayden   | Australien | 3       | 5       | 309     | 61,80   | 122     | 1       | 2       |
| Ricky Ponting    | Australien | 3       | 5       | 309     | 77,25   | 100*    | 1       | 1       |
| Herschelle Gibbs | Südafrika  | 3       | 6       | 287     | 47,83   | 104     | 1       | 1       |
| Gary Kirsten     | Südafrika  | 3       | 6       | 192     | 32,00   | 87      | 0       | 2       |
| Bowling          |            |         |         |         |         |         |         |         |
| Spieler          | Mannschaft | Spiele  | Overs   | Wickets | Average | BBI     | 5W      | 10W     |
| Shane Warne      | Australien | 3       | 162     | 20      | 22,10   | 6/161   | 1       | 0       |
| Glenn McGrath    | Australien | 3       | 110.3   | 12      | 18,91   | 5/21    | 1       | 0       |
| Jacques Kallis   | Südafrika  | 3       | 88      | 11      | 33,90   | 3/29    | 0       | 0       |
| Makhaya Ntini    | Südafrika  | 3       | 116.5   | 11      | 41,72   | 4/93    | 0       | 0       |
| Paul Adams       | Südafrika  | 2       | 63.1    | 10      | 29,00   | 4/102   | 0       | 0       |
| Brett Lee        | Australien | 3       | 95.2    | 10      | 41,60   | 4/82    | 0       | 0       |

| ODIs             | ODIs       | ODIs    | ODIs    | ODIs    | ODIs    | ODIs    | ODIs    | ODIs    |
| Batting          | Batting    | Batting | Batting | Batting | Batting | Batting | Batting | Batting |
| Spieler          | Mannschaft | Spiele  | Innings | Runs    | Average | HS      | 100s    | 50s     |
| ---------------- | ---------- | ------- | ------- | ------- | ------- | ------- | ------- | ------- |
| Jonty Rhodes     | Südafrika  | 7       | 7       | 338     | 67,60   | 83      | 0       | 4       |
| Ricky Ponting    | Australien | 7       | 7       | 283     | 47,16   | 129     | 1       | 1       |
| Adam Gilchrist   | Australien | 7       | 7       | 258     | 36,85   | 105     | 1       | 1       |
| Jacques Kallis   | Südafrika  | 7       | 7       | 255     | 42,50   | 80*     | 0       | 2       |
| Matthew Hayden   | Australien | 6       | 6       | 254     | 42,33   | 78      | 0       | 2       |
| Bowling          |            |         |         |         |         |         |         |         |
| Spieler          | Mannschaft | Spiele  | Overs   | Wickets | Average | BBI     | 5W      | 10W     |
| Jason Gillespie  | Australien | 6       | 58.2    | 12      | 23,91   | 4/43    | 0       | 0       |
| Brett Lee        | Australien | 4       | 34.1    | 9       | 22,11   | 4/45    | 0       | 0       |
| Glenn McGrath    | Australien | 6       | 49.4    | 9       | 23,22   | 2/14    | 0       | 0       |
| Roger Telemachus | Südafrika  | 5       | 43      | 9       | 25,55   | 2/42    | 0       | 0       |
| Nicky Boje       | Südafrika  | 7       | 47.3    | 9       | 25,77   | 5/21    | 1       | 0       |
| Makhaya Ntini    | Südafrika  | 6       | 58      | 9       | 30,66   | 4/33    | 0       | 0       |
| Shaun Pollock    | Südafrika  | 7       | 63      | 9       | 35,11   | 4/32    | 0       | 0       |

## Player of the Series
Als Player of the Series wurden die folgenden Spieler ausgezeichnet.
| Serie | Player of the Series |
| ----- | -------------------- |
| Test  | Adam Gilchrist       |
| ODI   | Ricky Ponting        |

### Player of the Match
Als Player of the Match wurden die folgenden Spieler ausgezeichnet.
| Spiel   | Player of the Match |
| ------- | ------------------- |
| 1. Test | Adam Gilchrist      |
| 2. Test | Shane Warne         |
| 3. Test | Herschelle Gibbs    |
| 1. ODI  | Jason Gillespie     |
| 2. ODI  | Jimmy Maher         |
| 3. ODI  | Jimmy Maher         |
| 4. ODI  | Ricky Ponting       |
| 5. ODI  | Adam Gilchrist      |
| 6. ODI  | Adam Gilchrist      |
| 7. ODI  | Nicky Boje          |